# Sonata cho piano bốn tay, cung đô trưởng, K. 521
Sonata cung đô trưởng cho piano bốn tay, K. 521, là một bản sonata dành cho piano gồm ba chương do Wolfgang Amadeus Mozart sáng tác năm 1787. Đây là bản sonata song tấu piano hoàn chỉnh cuối cùng của ông cho đàn piano bốn tay. Tác phẩm có kết cấu gồm ba chương: Allegro, Andante và Allegretto.

## Bối cảnh
Trong danh mục chủ đề tác phẩm của Mozart, bản sonata được đề ngày 29 tháng 5 năm 1787. Đó cũng là ngày mà ông nhận được tin báo về việc cha mình qua đời. Mozart đã chia sẻ tin buồn này với người bạn thân Gottfried von Jacquin, một quan chức triều đình người Viên và là một nhạc sĩ nghiệp dư. Sau đó ông đã dành tặng tác phẩm này cho em gái của Gottfried là Franziska von Jacquin. Trong bức thư của Mozart gửi cho Gottfried, ông nhấn mạnh rằng bản nhạc "khá khó" và do đó đã hướng dẫn Franziska "tập ngay".
Tác phẩm này được xuất bản vào thời điểm cuối năm 1787 và đầu năm 1788 bởi nhà xuất bản âm nhạc Franz Anton Hoffmeister. Thay vì ý định ban đầu của Mozart là dành tặng cho Franziska von Jacquin, một trong những học trò của ông thì cuối cùng bản sonata lại được dành tặng cho Nanette và Barbette Natrop, những con gái của doanh nhân người Viên Franz Wilhelm Natorp, cũng là người quen biết Jacquin.

## Bố cục

### I.Allegro(đô trưởng)

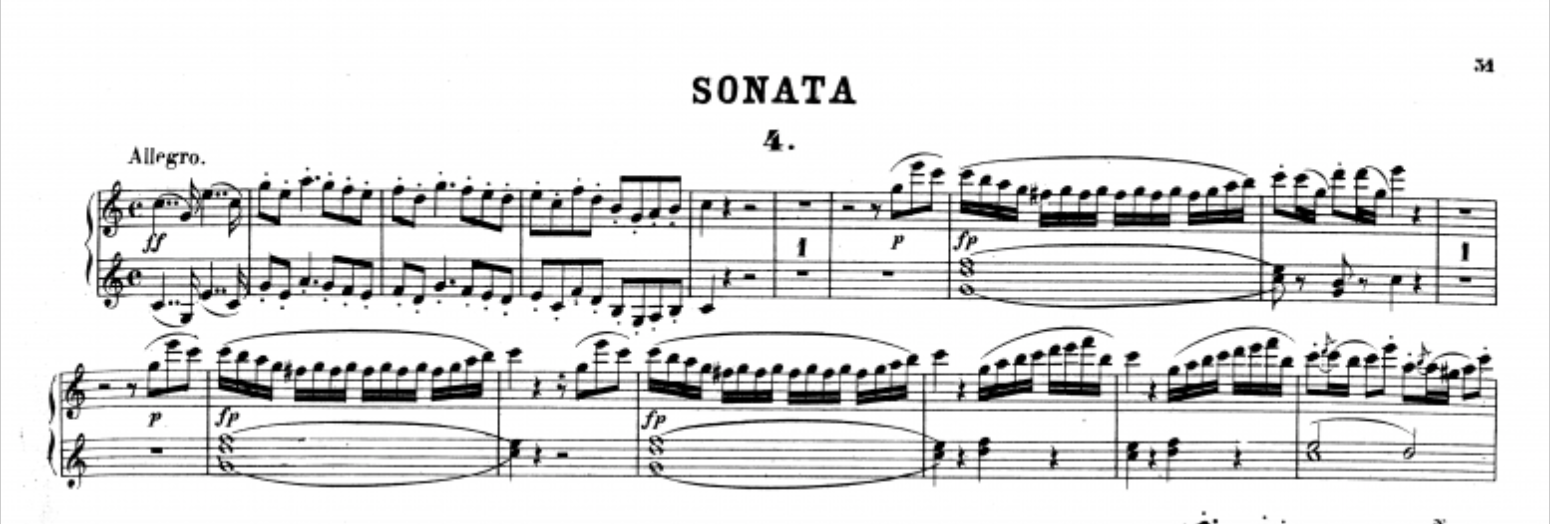
Chủ đề mở đầu của phần bè cao

Chương nhạc đầu tiên bắt đầu với phần trình tấu đồng thời của cả Primo và Secondo, trình bày chủ đề chính một cách "mạnh mẽ và tinh tế". Sau câu nhạc đầu tiên là phần đối đáp giữa hai bè. Chủ đề thứ hai xuất hiện sau thang âm giảm dần của loạt nốt móc kép và một khoảng dừng ngắn ở cuối chủ đề đầu tiên.

### II.Andante(fa trưởng)
Chuơng thứ hai được nhận định là "chậm rãi và u sầu" viết ở hình thức 3 đoạn theo cấu trúc A–B–A. Đoạn đầu (A) mang chất trữ tình nhẹ nhàng, còn đoạn giữa (B) có những đoạn chạy liên ba mang lại cảm giác "căng thẳng".

### III.Allegretto(đô trưởng)
Chương cuối viết theo hình thức rondo. Chủ đề chính bắt đầu với một "sự ngây thơ trong hộp nhạc" mang tính chất thong thả, thoải mái.

## Tiết mục trình diễn đáng chú ý
Những màn biểu diễn đáng chú ý của bản sonata có thể kể đến như của Martha Argerich và Evgeny Kissin hay Ingrid Haebler và Ludwig Hoffmann.